# Mistr Palma
Mistr Palma (ve francouzském originále Maître Palma) je komická opera (opéra comique) o jednom dějství francouzské skladatelky píšící jako slečna Rivayová (Mlle Rivay). Libreto k ní napsali Philippe Gille a Eugène Furpille. Její premiéra se konala 17. června 1860 v pařížském operním divadle Théâtre-Lyrique.

## Vznik, historie a charakteristika
Třetí pařížská operní scéna po Opeře a Opéře-Comique vzniklo – po prvním pokusu z roku 1847, přerušeném únorovou revolucí roku 1848 – roku 1851, přijalo název Théâtre-Lyrique a díky dramaturgii zaměřené na nové autory a díla nového typu mělo značný kulturní význam, i když se zpočátku potýkalo s finančními těžkostmi. V 60. letech 19. století poskytlo příležitost i několika skladatelkám, i když v podobě drobných děl. První z nich byla slečna Rivayová (pravděpodobně pseudonym), o níž není téměř nic známo – kromě toho, že byla v době premiéry asi dvacetiletá a že byla do té doby známa jen několika romancemi pro klavír a hlas. Libreto jednoaktové komické opery s mluvenými dialogy Mistr Palma, původně ohlašované pod názvem Svatba na meče (Le Mariage aux épées), pro ni napsali zkušení dramatici Philippe-François-Émile Gille (1830–1901) a Jacques-François-Eugène Furpille (1822–1900).
Mistra Palmu přijal ještě ředitel Léon Carvalho, který však v březnu 1860 musel kvůli finančním problémům odejít. Nový ředitel Charles Réty tuto operu nasadil až na samém sklonku sezóny, jen pár dní před divadelními prázdninami v letní neděli a jako první číslo programu, takže s minimem obecenstva. Jak novináři připomínali, byl to jasný znak, že vedení divadla v dílo nevěří (John Davidson v Le Figaro: „Vytáhli ho ze dna šuplíku po předchozím vedení.“), a obecenstvo reagovalo podle toho. Do konce sezóny 31. července se odehrála 3 představení Mistra Palmy, v nové sezóně se již k němu divadlo nevrátilo.

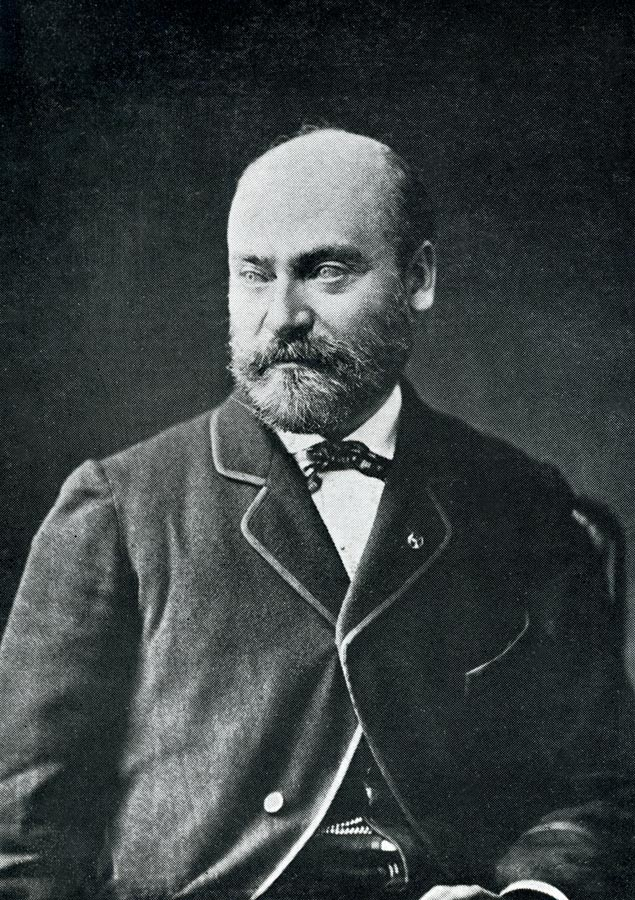
Dramatik Philippe Gille, jeden z autorů libreta k Mistru Palmovi

Ohlas kritiky byl vlažný, i když různorodý. Libreto jedni chválili (Journal amusant: „Libreto je komické; důmyslná zápletka se odehrává v barvitém a pitoreskním prostředí.“), jiní haněli (Saint-Valry: „O libretu nemluvme, to dílko za to nestojí a upozorňuje na sebe jen mimořádně nesrozumitelnou zápletkou.“); kritik Alexis Dureau stroze poznamenal: „Libreto bylo dostatečné.“ Na hudbě se podle většiny recenzentů odrážela nezkušenost skladatelky, většina jí však přiznávala několik „šťastných a přirozených kvalit“ nebo si všimla „několika pěkných myšlenek a pečlivé snahy“. Léon Durocher v Revue et gazette musicale de Paris popisoval bez nadšení: „Hudba plyne přirozeně a snadno, občas i s dostatkem půvabu.“ Pochválil první árii Marty a dvě dosti pěkné romance, pro Martu a mistra Palmu, ostatní čísla „nestojí za to zmiňovat“. „Hudba slečny Rivayové je korektní a zpěvná; její instrumentace nemá velký lesk, ale je jemná a nenáročná.“ Nejpříznivěji psal v deníku Le Pays Gaston de Saint-Valéry: popisoval úsilí, jaké musela autorka vyvinout vůbec k tomu, aby operu na jeviště dostala, a konstatuje: „Malá opéra comique slečny Rivayové pěkně uspěla. Její hudba je prostá a melodická; potlesk sklidila árie zpívaná slečnou Moreauovou, balada půvabného střihu a duet napsaný s velkorysostí a snadností. Slyšel jsem, že slečna Rivayová má pouze dvacet let. Mistr Palma ukazuje přirozené vlohy, které, budou-li podpořeny studiem, jí umožní dosáhnout skutečných úspěchů.“ Oproti tomu například Jules Lovy v hudebním magazínu Le Ménéstrel považoval hudbu za mnohem slabší než slova: „Libreto je příjemná benátská fantazie ze středověku, která by si zasloužila lepší osud než selhat... hudebně.“
Pohled z blízkého zahraničí přinesl dopisovatel Niederrheinische Musik-Zeitung, který ukázal slabiny partitury Rivayové, ale na podkladu soudobé „náročné“ francouzské tvorby: „Nejnovější novinka byl Mistr Palma, jeden akt s hudbou jedné dámy, slečny Rivayové, jež mezi svými přáteli a přítelkyněmi jistě platí za velký talent. Budiž! člověk to nesmí brát tak vážně, když u dámské hudby převažují taneční rytmy a hlavní roli hraje koloraturní valčík. Totéž musíme totiž snášet i u nejnovějších produktů nejslavnějších skladatelů [francouzské] ‚vážné dramatické hudby‛ [‚la haute musique dramatique‛].“
Ještě před premiérou Mistra Palmy obdržel ředitel Théâtre-Lyrique Charles Réty na vlastní objednávku od Rivayové další operu nazvanou Bílý kříž (Le Croix blanche), kterou měl podle smlouvy uvést do ledna roku 1861. Neučinil tak a o uvedení opery se vedl soudní spor, při kterém bylo shledáno, že se Réty „všemi prostředky ve své moci snažil provedení odložit“, a Rétymu byla uložena pokuta. Nastudování této druhé opery se však Rivayová nedomohla. O jejích případných dalších kompozičních aktivitách není nic známo.

## Osoby a první obsazení
| osoba   | hlasový obor  | premiéra (17. června 1860)                |
| ------- | ------------- | ----------------------------------------- |
| Palma   | baryton       | Joseph-Adolphe Lesage                     |
| Lorenzo | tenor         | Auguste Legrand                           |
| Giletti | tenor (trial) | Armand Potel (vl. jm. Pierre-Armand PIAU) |
| Marta   | soprán        | Victorine Moreau(-Cinti)                  |

## Děj opery
(Odehrává se v Padově koncem 16. století. Zlatnický krám a dílna)
Palma, zlatnický a zbrojířský mistr, si zpívá k práci na meči; přitom naznačuje, že dříve vedl jiný život, ale nyní se spokojí s tím, co má (árie Chante, mon enclume). Jeho učeň Giletti mu mezi řečí sděluje dvě zprávy: za prvé se od svého přítele, velitele městských biřiců dozvěděl, že se po městě hledá známý duelista a vrah Contarini, uprchlý před deseti lety z Benátek. A za druhé již tři týdny v mistrově nepřítomnosti nahlíží zvenčí do krámu jakýsi šlechtic. Giletti, sirotek, jehož matka měla o chlapcově otci jen matnou představu, si namlouvá, že musí být syn nějakého vznešeného pána a že by to mohl být právě onen neznámý šlechtic. Palma se však dohaduje, že kavalírova pozornost patří spíše jeho pohledné, ale poněkud bláhové dceři Martě.
Marta si ostatně také neznámého všimla. I když ho viděla jen přes okno, zamilovala se do něho a je přesvědčena, že i on do ní; v duchu už chystá svatbu. Palma chce její nadšení zmírnit baladou o nešťastně zamilované pastýřce, ale Marta se nenechá zviklat a odpovídá romancí, v níž popisuje svou zamilovanost. A to tak dojemně, že Palma svoluje s mladým mužem alespoň promluvit o jeho úmyslech, než začne dceři její naděje vymlouvat (scéna a duet: Palmova balada Il était jadis une bergerette, Martin kuplet De son état je ne sais rien a ansámbl Espérance, espérance!).
Muž se skutečně i dnes dostaví a upravuje si před oknem vlasy, jenže když Palma otevře dveře, mladík se nonšalantně vzdálí. Zdá se, že je to jen hejsek, který v odrazu obdivoval svůj zevnějšek. Marta je hořce zklamána (árie Eh quoi! C'était un songe... Je le sens d'avance). Když se ale Palma vzdálí, šlechtic – jménem Lorenzo – se vrací, aby na rozkaz svého otce koupil nějaké šperky své nemilované, ale bohaté nevěstě. Marta je však přesvědčena, že Lorenzo jen zakrývá svou lásku k ní, a zve ho k sobě na večeři. Lorenzo je překvapen, ale hbitě se chopí příležitosti vyhodit si před svatbou z kopýtka, i když jeho představa o dotyčné večeři jako intimním tête-à-tête je jiná než Martina, neboť dívka při ní hodlá otci představit ženicha a dohodnout co nejdřívější sňatek (duet Ce serait par trop primitif... Monseigneur, plus de retard).
Po Martině odchodu Lorenzo zpozoruje Gilettiho, dává mu peníze a nařizuje mu připravit večeři pro dva. Pošetilý Giletti stále hýčká představu, že je to jeho urozený otec, který se k němu konečně hodlá přihlásit. Svěřuje se s tím mistrovi, který ovšem ihned pochopí, že si Lorenzo sjednal s jeho dcerou galantní dostaveníčko. Vyčkává tedy Lorenzova návratu. Lorenzo Palmu považuje za soka v lásce, a protože mají oba horké hlavy, brzy se smluví na souboji. Jen příchod rozradostněné a nic netušící Marty je donutí duel odložit (árie Lorenza Je venais ici, je le jure, duet Lorenza a Palmy Ô ma brave et fidèle épée a jejich tercet s Martou Ah! la ravissante journée!).
Marta nechápe, její ženich musí náhle odejít, ale Palma má jiné starosti. Dozvěděl se, že mu jsou biřici na stopě – ano, on je hledaný Contarini – a chce ještě dnes večer opustit s Martou město. Proto když se vrací Lorenzo a dožaduje se souboje, dělá Pala vše, aby ho upokojil a odbyl. ale nakonec se přece jen nechá vyprovokovat a zdvihne proti němu meč. V té chvíli vstoupí zvenčí několik mužů a identifikují Palmu jako Contariniho – jméno vytepané na jeho meči je posledním důkazem.
Jenže se ukáže, že Palmův kolega zbrojíř, kterého údajně zabil, přežil s drobným zraněním a Lorenzo je jeho syn. Ozbrojenci jsou ve skutečnosti notář a dva svědkové a listina, kterou nutili Palmu/Contariniho podepsat, je svatební smlouva mezi Lorenzem a Martou. Tím je celá situace poněkud překotně vyřešena a i Giletti, zklamán tím, že se nedočkal urozeného otce, je uspokojen  padovskou dílnou, kterou mu jeho mistr přenechává  výhledem na vlastní návrat do Benátek (finále-kvartet Le ciel prend en pitié ma peine... Et voilà).